# Ninja Nanny
Ninja Nanny is een Nederlandse televisieserie uit 2019, geregisseerd door Sia Hermanides en Alieke van Saarloos. In het najaar van 2021 startte het 2e seizoen.

## Verhaal
Nu de moeder van Hunter getrouwd is met een beroemde voetballer, verhuizen Hunter en haar moeder vanuit de achterstandswijk Oosthoek naar een villawoning in Gooiland. Zoals daar gebruikelijk is heeft de stiefvader van Hunter (Stanley) een nanny ingehuurd om voor de baby te zorgen. Op een dag veranderen de dingen echter plotseling. Een mysterieuze ninja redt haar van de pestkoppen - dat bleek haar oppas te zijn. Hunter besluit zelf een ninja-meester (eigenlijk Pencak silat) te worden en ontdekt dat als je echt iets wilt, je er helemaal voor moet gaan.
Ze ontdekt dat Van der Kraai plannen heeft om een golfresort te bouwen, waarvoor het monumentale huis van de Jonkheer met zijn kleinzoon Joaquim moet wijken. Hunter wil Joaquim helpen om dit te voorkomen, maar als ze later ontdekt dat Christa onder zware druk van haar vader staat helpt ze (als ninja) haar ook.
Joaquim ziet dat en is teleurgesteld dat de ninja's blijkbaar ook aan de kant staan van Van der Kraai en hij dus alleen staat in zijn strijd.
Hunter twijfelt over wie nu te gaan helpen, maar als ze leert dat niet iedereen óf goed, óf fout is, volgt ze haar hart. Ze weet Joaquim over te halen de ninja's te vertrouwen, waarna hij ziet dat Christa ook helpt.
Wanneer de burgemeester af moet treden en Van der Kraai zichzelf als opvolger opwerpt lijkt de laatste horde voor het golfcentrum genomen te zijn.
Maar de strijd is nog niet gedaan.

## Rolverdeling
De rollen in de serie worden gespeeld door:
| Acteur                | Personage          | Opmerkingen                             |
| --------------------- | ------------------ | --------------------------------------- |
| Gina Spadaro          | Hunter             |                                         |
| Denise Aznam          | Farah              | nanny                                   |
| Eva van de Wijdeven   | Denny              | moeder van Hunter                       |
| Edwin Jonker          | Stanley            | stiefvader van Hunter                   |
| Faye Goommans         | baby New York      | halfbroertje van Hunter                 |
| Sam Pijma             | baby New York      | halfbroertje van Hunter                 |
| Omar Verno Smin       | baby New York      | halfbroertje van Hunter                 |
| Jominy van der Valk   | baby New York      | halfbroertje van Hunter                 |
| Chloe Bouterse        | Chanel             | halfzusje van Hunter                    |
| Imanuelle Grives      | Shanice            | ex-vrouw van Stanley, moeder van Chanel |
| Yassin van Veenendaal | Joaquim            | buurjongen van Hunter                   |
| John Leddy            | Jonkheer           | opa van Joaquim                         |
| Bas Keijzer           | Van der Kraai      |                                         |
| Dana Goldberg         | Christa            | dochter van Van der Kraai               |
| Chaja van Emde Boas   | Blanchette         | klasgenote van Hunter                   |
| Zaya Sainaa           | Fleurine           | klasgenote van Hunter                   |
| Michael Knaap         | Dimitri            |                                         |
| Rohan Timmermans      | Jan Fred           | klagenoot van Hunter                    |
| Roben Mitchell        | Leraar             |                                         |
| Max van den Burg      | Gymleraar          |                                         |
| Victoria Koblenko     | Melanie            |                                         |
| Christine van Stralen | Politiecommissaris |                                         |
| Marian Mudder         | Burgemeester       |                                         |
| Guido Pollemans       | Psychiater         |                                         |
| Inaya Siddique        | Samira             |                                         |
| Tess Donckers         | Ivanka             |                                         |
| Hanneke Last          | Regisseur reality  |                                         |
| John Delwel           | Geluidsman reality |                                         |
| Bart Jutman           | Journalist         |                                         |
| Iris Koppe            | Journalist         |                                         |
| Sander Huisman        | Receptionist       |                                         |
| Floyd Koster          | Receptionist       |                                         |
| Lashawn Jordan        | Winkeleigenaar     |                                         |